# گروه رگتایم الکساندر (فیلم)
گروه رگتایم الکساندر (انگلیسی: Alexander's Ragtime Band) فیلمی در ژانر کمدی رمانتیک و موزیکال به کارگردانی هنری کینگ است که در سال ۱۹۳۸ منتشر شد.

## بازیگران
- تایرون پاور
- آلیس فی
- دان آمچی
- ایثل مرمن
- جک هالی
- جان کارادین
- پال هرست
- کن داربی
- رابرت لووری
- تایلر بروک
- هارولد گودوین
- لان چینی جونیور
- جیمز سی. مورتون
- والی ورنان
- رابرت گلکلر